# Le Marin
Le Marin ist eine französische Gemeinde mit 8526 Einwohnern (Stand 1. Januar 2022) im Überseedepartement Martinique in der Region Martinique. Le Marin ist neben Saint-Pierre und La Trinité eine der drei Unterpräfekturen auf Martinique.

## Geographie
Le Marin liegt im Süden der Karibikinsel Martinique. Das Gemeindegebiet erstreckt sich vom historischen Ortszentrum in einer tief eingeschnittenen Bucht des Karibischen Meeres bis zur Atlantikküste im Osten. 
Der Ort ist ein wichtiges Ferienzentrum. Sein Hafen ist Ausgangspunkt für Fahrten zu nahegelegenen Korallenriffen und Überfahrten in Richtung St. Lucia, St. Vincent und den Grenadinen. Der Jachthafen von Le Marin ist einer der größten der Karibik.

## Geschichte
In der Bucht von Le Marin gründeten die Franzosen eine ihrer ersten Siedlungen auf Martinique. Überreste der Befestigungsanlage zeugen von wiederholten Auseinandersetzungen mit England.

## Sehenswürdigkeiten
Die 1766 im jesuitischen Stil erbaute Kirche Saint-Étienne zählt zu den schönsten Baudenkmälern von Martinique. Sie verfügt über einen prunkvollen Marmoraltar mit sehenswerten Statuetten.